# Spathula schauinslandi
Spathula schauinslandi is een platworm (Platyhelminthes). De worm is tweeslachtig. De soort leeft in of nabij zoet water.
Het geslacht Spathula, waarin de platworm wordt geplaatst, wordt tot de familie Dugesiidae gerekend. De wetenschappelijke naam van de soort werd, als Planaria schauinslandi, voor het eerst geldig gepubliceerd in 1904 door Neppi.